# La Loterie (film)
Pour les articles homonymes, voir Loterie (homonymie).
Pour plus de détails, voir Fiche technique et Distribution.
La Loterie (titre original : The Lottery) est un téléfilm américain de 1996, réalisé par Daniel Sackheim sur un scénario d'Anthony Spinner, d'après la nouvelle La Loterie de Shirley Jackson. Il a été diffusé pour la première fois le 29 septembre 1996 aux États-Unis sur NBC.

## Synopsis
Le père de Jason Smith, sur son lit de mort, lui fait promettre de disperser ses cendres sur la tombe de sa femme, la mère de Jason, morte alors que Jason était encore très jeune. Jason accepte cette requête et doit de ce fait retourner dans le village natal de sa mère, là où elle est enterrée, là où il a lui-même vécu ses premières années mais dont il n'a presque plus aucun souvenir, ayant déménagé avec son père, à la suite de la mort de sa mère. Alors qu'il est dans le cimetière pour accomplir sa promesse, il remarque avec étonnement que presque toutes les tombes indiquent une date de décès identique, le même jour, le même mois, mais avec une année d'écart à chaque fois. Face à cette étonnante constatation, il fouille dans sa mémoire et lui revient alors un souvenir flou d'une loterie particulière qui se tenait dans ce village…

## Distribution
- Dan Cortese (en) : Jason Smith
- Keri Russell : Felice Dunbar
- Veronica Cartwright : Maggie Dunbar
- Sean Murray : Henry Watkins
- Stephen Root : Graham Dunbar
- William Daniels : Révérend Hutchinson
- William Morgan Sheppard : Maire Warner
- M. Emmet Walsh : Chef Davis
- Jeff Corey : Albert Smith

## Récompenses
Nominations
- Saturn Award :
  - Saturn Award du meilleur téléfilm 1997